# 周劭
周劭（1916年—2003年8月31日），号黎庵，浙江镇海人。中國作家。他自大學時期開始寫作。就讀於東吳大學法學院，畢業後曾在上海當律師。1978年至1985年任上海古籍出版社编辑。

## 作品
- 《清明集》
- 《吳鉤集》
- 《華髮集》
- 《葑門集》
- 《閒話皇帝》
- 《文飯小品》
- 《黃昏小品》
- 《清詩的春夏》
- 《中國明清的官》
- 《葑溪尋夢》
- 《向晚漫筆》

## 外部連結
- http://news.xinhuanet.com/book/2003-09/17/content_1085406.htm（页面存档备份，存于）

- http://www.bookfree.com.cn/xiandai/zs-wj/009.htm（页面存档备份，存于）